# (189264) Gerardjeong
(189264) Gerardjeong est un astéroïde de la ceinture principale.

## Description
(189264) Gerardjeong est un astéroïde de la ceinture principale. Il fut découvert le 10 avril 2005 au Mont Lemmon par Albert D. Grauer. Il présente une orbite caractérisée par un demi-grand axe de 3,11 UA, une excentricité de 0,08 et une inclinaison de 9,6° par rapport à l'écliptique.

## Compléments